# 卢在凤
卢在凤（韓語：노재봉，1936年2月8日—2024年4月23日），韓国政治人物。

## 生平
生於慶尚南道。马山高中毕业后，考入首爾大學文理学院政治系，1957年毕业于首爾大学。1958年留学美国楊百翰大學，1967年在美国纽约大学获政治学博士学位，并在美国一所大学任教2年。1969~1981年任首爾大学社会科学院政治系讲师、助理教授、副教授。1978年、1985年两度出任首爾大学国际问题研究所所长。1981~1989年任首爾大学外交系教授。1988年以总统政治事务特别助理的身分首次进政府部门，开始涉足政治。1990年3月任总统秘书室长。1991年1月至5月任国务总理，能充分领会总统的意图，使内阁更准确地按照总统的意愿行事。虽从政不久，但是一名以行事果断而著称的“强硬派”，深为总统卢泰愚所器重。1991年5月在反对党坚决要求卢泰愚总统撤掉总理卢在凤的情况下，卢辞去总理职务。后任卢泰愚总统的高级助手2年。1992年当选为第十四届国会议员。1993年任民主自由党党务委员。1994年任民主自由党顾问。

## 著作
著作有《市民民主主义》、《思想与实践》、《韩国民主主义》等。 
| 官衔          | 官衔                                                                           | 官衔          |
| ------------- | ------------------------------------------------------------------------------ | ------------- |
| 前任： 姜英勋 | 韓国国務總理 第22代：(代理:1990年12月27日-1991年1月22日) 1991年1月23日-5月23日 | 繼任： 郑元植 |